# اوتیس اورچاردز-ایست فارمز (واشینگتن)
اوتیس اورچاردز-ایست فارمز (به انگلیسی: Otis Orchards-East Farms) یک منطقهٔ مسکونی در ایالات متحده آمریکا است که در شهرستان اسپوکن، واشینگتن واقع شده‌است. اوتیس اورچاردز ایست فارمز ۲۱٫۱ کیلومتر مربع مساحت و ۶٬۲۲۰ نفر جمعیت دارد.